# Pathogen
Albums de Made of Hate
Bullet In Your Head
(2008)
Pathogen est le troisième album studio du groupe de Death metal mélodique, Made Of Hate (initialement appelé Archeon) Cet album est paru le 27 août 2010 sous le label Allemand AFM Records. Les parties vocales de l'album sont maintenant prises en charge par Radek Polrolniczak (ex-guitariste rythmique) et non plus par Michal Kostrynski comme sur les disques précédents.

## Composition
- Michal Kostrynski : Guitares
- Radek Polrolniczak : Chant
- Tomek Grochowski : Batterie
- Jarek Kajszczak : Basse

## Liste des morceaux
1. Friend - 5:00
2. Russian Roulette - 4:17
3. You, Departed - 4:09
4. I Can't Belive - 6:21
5. Lock 'n' Load - 3:43
6. Pathogen - 5:31
7. False Flag - 4:16
8. Questions - 4:16